# Recuerdos del último viaje
Recuerdos del último viaje és una pel·lícula documental espanyola del 1981 sobre l'Equip Crònica escrita i dirigida per Fernando Calvo. Fou projectada a la 27a SEMINCI.

## Sinopsi
Es tracta d'un curiós documental on es barregen imatges d'obres d'Equip Crònica amb poemes de José Hierro enfocat com les memòries d'un vell republicà que rep el passaport espanyol que se li havia negat durant el franquisme.

## Premis
Va rebre el Mikeldi de Plata en la 24a edició del Zinebi de 1982. També va rebre el 1r Premi de la Biennal de Cinema i Vídeo sobre patrimoni cultural.